# Raúl Servín
Raúl Servín Monetti (ur. 29 kwietnia 1963 w Meksyku) – były meksykański piłkarz występujący na pozycji obrońcy.

## Kariera klubowa
Servín zawodową karierę rozpoczynał w 1983 roku w klubie UNAM Pumas. W 1989 roku wygrał z nim rozgrywki Pucharu Mistrzów CONCACAF. W tym samym roku odszedł do Monarcas Morelia. Spędził tam rok, w ciągu którego w barwach Monarcasu zagrał 38 razy i zdobył 1 bramkę. W 1990 roku Servín został graczem drużyny Cruz Azul. Po roku przeniósł się do Atlasu Guadalajara. W 1992 roku wrócił do Cruz Azul, a rok później przeszedł do Toros Neza, gdzie w 1994 roku zakończył karierę.

## Kariera reprezentacyjna
W reprezentacji Meksyku Servín zadebiutował 2 czerwca 1985 roku w zremisowanym 1:1 towarzyskim meczu z Włochami. W 1986 roku został powołany do kadry narodowej na Mistrzostwa Świata. Zagrał na nich w pojedynkach z Belgią (2:1), Paragwajem (1:1), Irakiem (1:0), Bułgarią (2:0) oraz RFN (0:0, 1:4 po rzutach karnych). W meczu z Bułgarią strzelił także gola. Z tamtego turnieju Meksyk odpadł w ćwierćfinale. W latach 1985–1990 w drużynie narodowej Servín rozegrał w sumie 32 spotkania i zdobył 4 bramki.